# Tomicobia rotundiventris
Tomicobia rotundiventris is een vliesvleugelig insect uit de familie Pteromalidae. De wetenschappelijke naam is voor het eerst geldig gepubliceerd in 1924 door Ruschka.